# Санса (фильм)
«Санса» — французский художественный фильм 2003 года о бездомном художнике, путешествующем по миру (его роль исполнил Рошди Зем). Фильм снят режиссёром и музыкантом Зигфридом по собственному сценарию, он же выступил и в роли одного из операторов. Авторами музыки к фильму стали Зигфрид и скрипач Иври Гитлис, сыгравший в картине одну из главных ролей. 
Премьера фильма состоялась 16 мая 2003 года на Каннском кинофестивале в рамках «Двухнедельника режиссёров».

## Сюжет
Молодой парижский бездомный по имени Санса рисует портреты прохожих на Монмартре. Его постоянно задерживает полиция из-за проблем с документами. Тем не менее, Сансе удаётся начать путешествие по миру, «зайцем» проникая в самолёты и поезда. Повсюду он знакомится с женщинами, стремясь найти свою любовь.
В Испании Санса проходит на совещание, на котором делает доклад Эмита. Он признаётся ей в любви, но она даёт ему пощёчину за то, что он испортил ей представление важного проекта. Затем Санса попадает в Венгрию, где проводит время с цыганами и где его на время опять арестовывают. 
В одном из городов, убегая от охранников, Санса попадает на репетицию, которую проводит известный музыкант, дирижёр и скрипач Джозеф Клик. Санса знакомится с ним и виолончелисткой Хлоей из его оркестра, и с тех пор время от времени встречает Клика в разных странах и проводит с ним время за разговорами и прогулками.
Санса перебирается в Италию, где ему снова приходится убегать, на сей раз от спутника девушки, которой Санса сделал комплемент по поводу красоты её волос. 
Зимой Санса попадает в Россию. Он проводит время в Санкт-Петербурге, где снова встречает Клика, который приехал на гастроли. Затем Санса проходит военный кордон, говоря, что идёт в Токио, и попадает в перестрелку между военными и вооружёнными людьми, которые сначала хотят потребовать за Сансу выкуп, но потом отпускают его, поняв, что он просто нищий художник.
Затем Санса путушествует по пустыне, оказывается в Индии, а потом в Японии, где встречает старого друга, а также влюблённую в него девушку Джун. Она устраивает Сансу на работу в ресторан к бывшему боксёру Абэ, который даёт Сансе задание отвезти посылку старому другу-боксёру, Безумному Ахмеду в Марокко. Санса не находит Ахмеда в Марокко, но обнаруживает его в Каире. После путешествия по Африке Санса садится на корабль, который довозит его до Лиссабона.
Снова оказавшись в Испании и встретив Клика, Санса вместе с ним ходит по городу и заговаривает с девушками. Одной из них, Паломе, Клик признаётся в любви. Санса же делает очередную попытку проникнуть на самолёт, но на этот раз его ловят охранники и избивают. Когда избитый Санса бродит по аэропорту, его замечает Эмита, случайно оказавшаяся в том же месте.

## В ролях
- Рошди Зем — Санса
- Иври Гитлис — Джозеф Клик, дирижёр и скрипач
- Эмма Суарес — Эмита
- Силке — Палома
- Валентина Черви — Валентина
- Рита Дурао — Хлоя
- Аяко Фудзитани — Джун
- Жорж Абэ — Жорж Абэ
- Марта Аргерих — пианистка, аккомпаниатор Клика
- Бассем Самра — Ахмед
- Амар Аттиа — охранник

## Награды
- 2003 — Гентский международный кинофестиваль — Приз молодёжного жюри за лучший фильм

## Критика
Фред Том отмечает, что фильм страдает от пост-«Амели»-синдрома, поскольку реальный мир изображён в нём как на открытках, и несмотря на съёмки скрытой камерой фильм предлагает прежде всего «субъективный портрет», «миф о великом международном братстве», «бесконечную последовательность лиц людей, снятых в стиле National Geographic».
Фильм Зигфрида сравнивали с известным фильмом-эссе французского режиссёра Криса Маркера «Без солнца».
В сцене первого разговора Клика с Сансой музыкант спрашивает, что означает имя «Санса» — sans по-французски значит «без», но без чего именно? Аналогично, киновед С. Блюм-Рейд отмечает, что имя героя открыто для интерпретаций — у него нет дома, нет семьи, нет каких-либо вещей кроме того, что надето на нём, и тетрадки для рисунков.